# Berardo Candida Gonzaga
Berardo Candida Gonzaga (Sulmona, 26 febbraio 1845 – Napoli, 25 ottobre 1920) è stato un nobile, storico, genealogista ed erudito italiano.

## Biografia
Il conte Berardo Candida Gonzaga, figlio di Antonio e di Camilla Mattei, discendente della famiglia nobile dei Filangieri (di cui la sua famiglia fu autorizzata a ripristinare il cognome con regio decreto del 23 maggio 1859), fu membro della Commissione araldica napoletana ed autore di opere di argomento araldico-genealogico. Quella a cui devolse il suo maggior impegno, e per la quale è celebre, è il suo magnum opus, Memorie delle famiglie nobili delle province meridionali d'Italia, in sei volumi, datata 1875. In quest'opera, a una descrizione sull'origine di una determinata famiglia, seguono l'elenco dei possedimenti, le parentele con le altre famiglie nobili, gli autori che la trattano e, infine, una sezione chiamata memorie istoriche, nella quale vengono narrate le gesta dei componenti.

## Discendenza
Era sposato con Maria Masala, figlia del marchese di Trentola, dalla quale ha avuto due figli:
- Antonio, storico d'arte[4];
- Riccardo, storico ed archivista, direttore dell'Archivio di Stato di Napoli[4].

## Opere
- Memorie delle famiglie nobili delle province meridionali d'Italia, 1ª ed., Napoli, Gennaro De Angelis e figlio, 1875 (6 volumi).
- Casa Filangieri – Antico manoscritto di Carlo De Lellis, Napoli, Francesco Giannini, 1887.
- Pel cognome Filangieri, Napoli, 1891.
- Carlo Candida ed il Sovrano Militare Ordine di Malta, Napoli, Luigi Pierro e figlio, 1908.